# Калиновка (Калузька область)
Калиновка (рос. Калиновка) — присілок в Ізносковському районі Калузької області Російської Федерації.
Населення становить 9 осіб. Входить до складу муніципального утворення Присілок Хвощі.

## Історія
Від 2004 року входить до складу муніципального утворення Присілок Хвощі

## Населення
| 2002 | 2010 |
| ---- | ---- |
| 10   | ↘9   |